# Wyścigowe Mistrzostwa Węgier 1955
1955 – sezon wyścigowych mistrzostw Węgier.